# Soumračník jahodníkový
Soumračník jahodníkový (Pyrgus malvae) je motýl z čeledi soumračníkovití. Je jedním z nejhojnějších z této čeledi. Na křídlech má rozmístěny bílé skvrny. Od podobných druhů se liší kresbou na křídlech a menší velikostí.

## Rozšíření
Vyskytuje se v celé Evropě s výjimkou nejchladnějších částí Skandinávie a severní poloviny Britských ostrovů, dále se vyskytuje v mírném pásmu Asie až po severní Čínu a Koreu. V České republice je velmi rozšířený, vyskytuje se od nížin až po vysočiny.

## Charakteristika
Rozpětí křídel je 18-22 mm. Hostitelskými rostlinami jsou pro soumračníka jahodníkového jahodník, sléz, mochna, ostružiník, dále řepík lékařský, krvavec menší a tužebník jilmový. Je velmi plachý. Biotopy, ve kterých se tento motýl vyskytuje, jsou hlavně krátkostébelné partie květnatých lesních luk, paseky a slunné okraje lesních cest. Osidluje také stanoviště jako jsou zářezy a náspy cest, lomy a pískovny.

## Vývoj
V nižších polohách je soumračník dvougenerační (od konce března do června, od července do srpna), ve výše položených a chladnějších oblastech, jako jsou například Sudety, je jednogenerační (od května do července). Vajíčka klade jednotlivě na ruby listů hostitelské rostliny. Larva žije samostatně v zápředku z listů, živí se brzy ráno. Kuklí se v zámotku z listů a takto i přezimuje.